# أوبريق
بلدية أوبريق (بالإسبانية: Ubrique)‏، هي إحدى بلديات مقاطعة قادس, التي تقع في منطقة الأندلس جنوب إسبانيا.
يبلغ عدد سكانها 17.534 نسمة وفقاً لإحصائية سنة (2002).